# Alfonso Vallejo (dramaturgo)
Alfonso Rodríguez Vallejo (Santander, 19 de agosto de 1943-Madrid, 3 de diciembre de 2021), más conocido como Alfonso Vallejo, fue un dramaturgo, poeta, pintor y neurólogo español. 
Sus obras se han representado en muchas ciudades de Europa, Estados Unidos y América del Sur. Han sido traducidas al francés, inglés, alemán, árabe, italiano, portugués y búlgaro. Ha obtenido diversos premios en el ámbito nacional, por sus obras de teatro.

## Biografía
Nació en Santander (Cantabria) en 1943. Estudió el Bachillerato francés y el español en el Liceo Francés de Madrid. Licenciado en Medicina por la Universidad Complutense de Madrid (1961-66), obtuvo el título de Especialista en Neurología en 1970 y el grado de Doctor en Medicina por la Universidad Autónoma de Madrid en 1977. 
Obtuvo el Foreign Medical examination (ECFMG) en 1968. Trabajó en Hospitales de Francia (París), Inglaterra (Londres), Alemania (Heidelberg y Berlín), Bélgica (Amberes) y Dinamarca (Copenhague), donde además tomó contacto en profundidad con el teatro y la pintura que se hacía en ese momento en dichos países. 
Fue médico Adjunto de Neurología en el Hospital Clínico de Madrid (1971-73); Profesor Asociado de Neurología (1976-85) (Universidad Complutense); Título de Especialista en Medicina Interna (1989); Profesor Titular de Patología Médica en la Universidad Complutense (1985-2013); Jefe Clínico de Neurología (1973-2013) en el Hospital Doce de Octubre de Madrid (Servicio del Dr. Portera).
Empezó a escribir poemas y obras de teatro en 1957. Su primera obra fue Cycle (1961), la cual puso en escena en 1963 con actores franceses en el Instituto Francés de Madrid.
Fue director de Teatro Universitario en la Facultad de Medicina de la Universidad Complutense de Madrid, entre 1962 y 1964.
Desarrolló su faceta artística en los campos de la literatura, poesía, narrativa (dos novelas largas y varias cortas) y teatro todo esto lo complementa con otro arte, el de la pintura.

## Premios
- Accésit al Premio Lope de Vega (1975) por Ácido sulfúrico.[4][5]
- Premio Nacional Lope de Vega (1976) por El Desgüace.
- Premio Internacional Tirso de Molina (1978) por A tumba abierta.[6]
- Fastenrath de la Real Academia Española (1980) por El Cero Transparente, que constituyó el libreto de la ópera Kiu (1983) de Luis de Pablo.

## Opiniones, comentarios y críticas
Francisco Gutiérrez Carbajo, Catedrático de Literatura en la UNED (España), ha sido un estudioso habitual de los libros de Alfonso Vallejo. Además de editor y prologuista de muchos de ellos, Gutiérrez Carbajo ha publicado una edición crítica y antología de su poesía : La poesía de Alfonso Vallejo: desgarro, esencia y pasión. Edit. Huerga y Fierro. (2005) y un libro sobre su teatro: Teatro español contemporáneo: Alfonso Vallejo Editora UNED Ediciones.(2001)
Otros muchos escritores y críticos han dado su opinión sobre sus obras, como el director teatral estadounidense William Layton en A propósito de El cero transparente (1980).

## Obras

### Publicaciones de teatro
| - El cero transparente, Ácido sulfúrico. El desgüace. Ed. Fundamentos, 1978. Prólogo: José Monleón. - Monólogo para seis voces sin sonido, Infratonos, A tumba abierta. Espiral teatro - Fundamentos, 1978. Prólogo: Miguel Bilbatúa. - Cangrejos de pared, Latidos, Eclipse. Ed. De la Torre, 1980. Prólogo: Enrique Llovet. - Monkeys, Gaviotas subterráneas. Ed. Fundamentos, 1985. Prólogo: Ángel Fernández Santos. - Orquídeas y panteras. Ed. Preyson, 1985. - Slaughter (Latidos). The Scene, n.º 4. Nueva York, 1977. - A tumba abierta Traducción al búlgaro de Stephan Tanev. Antología de Autores Contemporáneos. Sofía (Bulgaria) - Gabbiani Soterranei (Gaviotas subterráneas). Teatro Spagnolo Contemporaneo. Volume Secondo. Edizioni Dell'Orso. Ed. Emilio Coco (2003) - Espacio interior, Week-end. Ed. Fundamentos, 1987. Prólogo: Enrique Llovet. - A tumba abierta. Biblioteca Antonio Machado, 1988. - La espalda del círculo. Universidad de Murcia, 1988. Prólogo: Alfonso Vallejo. - Train to Kiu, (El cero transparente). Traducción de Rick Hite. Estreno, Contemporary Spanish Play, 1995. - Tobi-después. Art teatral, n.º 3 (1991) - Crujidos. Ed. Fundamentos, 1996. Prólogo: Ursula Aszyk. - Túatu. Ed. Fundamentos, 1996. Prólogo: Ursula Aszyk. - El cero transparente. Dialog n.º 6. Varsovia. Ursula Aszyck - Jindama. Ed. Alhulia, 1998. Prólogo: César Oliva. | - Kora. Biblioteca Antonio Machado. (1998) Madrid. - Ebola Nerón. Ed. ESAD de Murcia, 1999. Prólogo: María Francisca Vilches de Frutos. - Panic. Ed. La Avispa, 2001. Edición y prólogo: Francisco Gutiérrez Carbajo. - Greta en la confesión. Ed. AAT/Teatro, 2001. - La inmolación. En Maratón de Monólogos, 2002. Ed. AAT/Teatro. - Hiroshima-Sevilla. 6A. Ed. La Avispa, 2003. Prólogo: Enrique Llovet. - Jasmin. En Maratón de Monólogos, 2003. Ed. AAT/Teatro. - Soraya. En Maratón de Monólogos, 2004. Ed. AAT/Teatro. - Irstel.En Maratón de Monólogos, 2005. Ed. AAT/Teatro. - Katacumbia. Universidad de Alcalá de Henares. Prólogo: Mar Rebollo Calzada. - ¿Culpable? Psss. Ediciones Dauro. Editor José Rienda. Granada (2005). Edición y prólogo: Francisco Gutiérrez Carbajo. - Una nueva mujer. Ediciones Dauro, n.º 111, Granada. Colección dirigida por José Rienda. Edición y prólogo: Francisco Gutiérrez Carbajo. - El escuchador de hielo. Ed. AAT, 2007. Prólogo: Francisco Gutiérrez Carbajo. - ¿Culpable?. Caos Editorial, 2010. Libro electrónico Archivado el 29 de julio de 2020 en Wayback Machine.. - Ka-OS. El Teatro de Papel. n.º 13, 1/2011. Primer Acto. - Duetto (Diez asaltos y un desliz, para un actor y una actriz) (2013). Edición y prólogo: Francisco Gutiérrez Carbajo - Tiempo de indignación (2013). Edición y prólogo: Francisco Gutiérrez Carbajo - Nagashaki-Macbeth. Ediciones Bohodón (2014). Madrid. Edición y prólogo: Francisco Gutiérrez Carbajo |

## Poesía
| - El lugar de la tierra fría. Ed. Ágora, 1969. - Moléculas. Ed. Castilla, 1976. - Fuego lunario. Ed. Ayuso. Colección Endymion, 1988. - Más. Ediciones Endymion, 1990. - Carne interior. Ediciones Libertarias, 1994. - Matérica Luz. Ed. Libertarias/Prodhufi, 1994. - Claridad en acción. Ed. Huerga y Fierro, 1995. Prólogo: Francisco Nieva. - Sol Azul. Ed. Huerga y Fierro, 1997. Prólogo: Carlos Bousoño. - Fin de siglo y cunde el miedo. Ed. Alhulia, 1999. Prólogo: Óscar Barrero Pérez. - Eternamente a cada instante. Ed. Huerga y Fierro, 2000. Prólogo: Francisco Gutiérrez Carbajo. - Blanca oscuridad. Ed. Huerga y Fierro. Madrid, 2001. Prólogo: Francisco Gutiérrez Carbajo. - Plutónico Ser. Ed. Huerga y Fierro, 2002. Prólogo: Francisco Gutiérrez Carbajo. - Brujulario Astral. Ed. Huerga y Fierro, 2003. Prólogo: Francisco Gutiérrez Carbajo. - Labirinto-Indagine 40 (en I Quaderni Di Abanico). Traducción de Emilio Coco. Antología de poesía traducida al italiano con selección de los últimos catorce libros. 2003. Prólogo: Francisco Gutiérrez Carbajo. - Transconciencia y deseo. Ed. Huerga y Fierro, 2004. Edición y Prólogo: Francisco Gutiérrez Carbajo. - Esencia y prerrealidad. Ed. Huerga y Fierro, 2005. Edición y prólogo: Francisco Gutiérrez Carbajo. - Intuinstinto y verdad. Ed. Huerga y Fierro, 2006. Edición y prólogo: Francisco Gutiérrez Carbajo. | - Fantasía y sinrazón. Ed. Huerga y Fierro, 2007. Edición y prólogo: Francisco Gutiérrez Carbajo. - Intramundo, quimera y pasión. Ed. Huerga y Fierro, 2008. Edición y prólogo: Francisco Gutiérrez Carbajo. - Enigma y develación. Ed. Huerga y Fierro, 2009. Edición y prólogo: Francisco Gutiérrez Carbajo. - Transvivencia y plenitud. Ed. Huerga y Fierro, 2010. Edición y prólogo: Francisco Gutiérrez Carbajo. - Tiempo silencio y verdad. Ed. Huerga y Fierro, 2011. Edición y Prólogo: Francisco Gutiérrez Carbajo. - Avventura-Verità.50.(en I Quaderni Di Abanico). Italia. Bari. Traducción de Emilio Coco. Antología de poesía traducida al italiano. 2011. Edición y prólogo: Francisco Gutiérrez Carbajo. - Ser, cerebro y realidad. Ed. Huerga y Fierro, 2012. Edición y prólogo: Francisco Gutiérrez Carbajo. - Utopía y realidad. Impreso en Nuevo Zorita S.L (2012). Edición y prólogo: Francisco Gutiérrez Carbajo. - Sin principio ni final. Ed. Infocultiva Libros. (2013). Edición y prógo: Francisco Gutiérrez Carbajo. - Homo ciber digitalis. Ed. Infocultiva Libros (2013). Edición y prólogo: Francisco Gutiérrez Carbajo. - Magnitud y dimensión (2013). Edición y prólogo: Francisco Gutiérrez Carbajo - Aire, tierra, mar y... sueños (2014) Editorial Abey. Edición y prólogo: Francisco Gutiérrez Carbajo - Después Alfonso Vallejo (2020) Edición y prólogo Francisco Gutiérrez Carbajo |

## Pintura
Ha realizado exposiciones individuales en:
- Madrid (1983, 1988, 1992, 1997)
- Zaragoza (1991)
- Aranjuez (2004)
- Aranjuez (2005)
- Alcorcón (2007)
- Madrid (febrero de 2008)[9]
- Cuenca (julio-agosto de 2008)[10]
- Cuenca (noviembre de 2009)[11]
- Madrid (2011)
- Madrid (2012)

### En los medios de comunicación
- El cero transparente de Alfonso Vallejo en Torrelavega.[12]
- Simplemente irresistible, diario Público.[13]
- Crujidos, de Alfonso Vallejo. El Mundo.[14]
- The Subject is Orchids and Laughter, Miami Herald.[15]
- Alfonso Vallejo estrena en el Español Orquídeas y panteras.[16]
- El dramaturgo Alfonso Vallejo estrena en el extranjero.[17]
- Alfonso Vallejo: "Cuando empecé a escribir teatro sabía que me adentraba en una larga enfermedad" Tras veinte años se prepara, por fin, el estreno de una de sus obras.[18]
- Alfonso Vallejo, premio Lope de Vega. El ganador presentó siete obras y fue finalista con tres.[19]